# Natalija Panczenko
Natalija Mykołajiwna Panczenko (ukr. Наталія Миколаївна Панченко, ur. 27 września 1988 we wsi Tarasiwka w obwodzie połtawskim w Ukraińskiej SRR) – ukraińska aktywistka społeczna, liderka diaspory ukraińskiej w Polsce, aktywistka roku 2022 w Polsce według tygodnika „Wprost”, producentka projektów „Ukraїner” i „Chernobyl VR Project”.

## Życiorys
Ojciec – inżynier, matka – księgowa.
Zdobyła tytuł magistra i ukończyła studia doktoranckie w Połtawskim Państwowym Uniwersytecie Rolniczym, specjalność „Zarządzanie organizacją” (2006–2011), później zdobyła tytuł magistra w Szkole Głównej Gospodarstwa Wiejskiego w Warszawie. Zamężna, ma córkę.

## Działalność społeczna

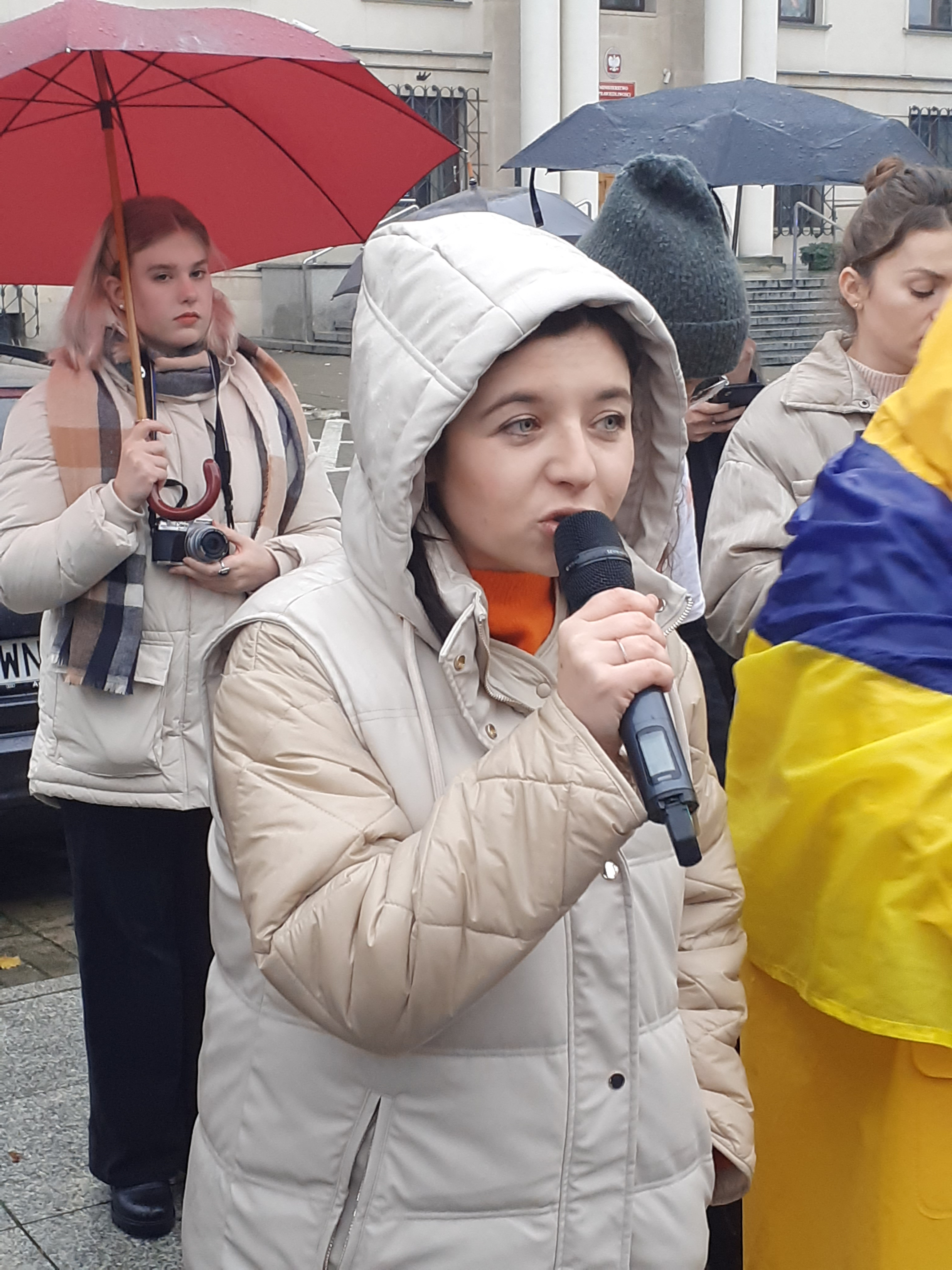
Natalija Panczenko przed ambasadą Węgier, 2022

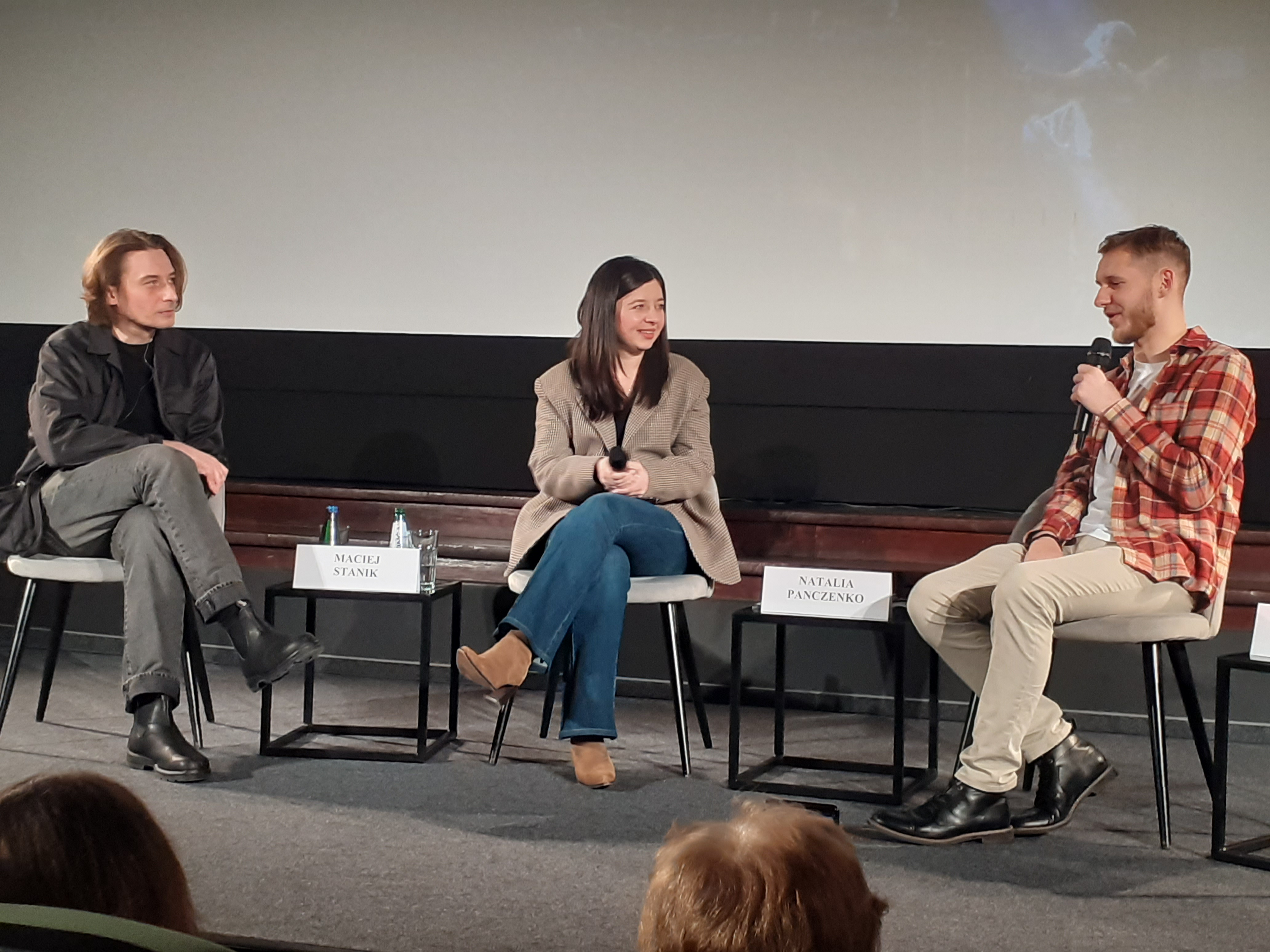
Natalija Panczenko w trakcie prowadzenia spotkania z fotografami wojennymi w Warszawie, 2022

Była współorganizatorką Euromajdanu w Warszawie, podczas którego w 2013 codziennie organizowała protesty pokojowe przed Ambasadą Ukrainy. Niedługo po tym organizacja przekształciła się w inicjatywę społeczną, a Natalija została wybrana jej liderką. Jeździła razem z aktywistami na Majdan do Kijowa, zbierała pieniądze i pomoc humanitarną dla aktywistów protestujących w Kijowie. Od początku wojny w 2014 prowadziła zbiórkę pomocy humanitarnej dla Sił Zbrojnych Ukrainy, ochotników oraz osób cywilnych.
Od 2014 pracuje nad zwolnieniem więźniów Kremla i ukraińskich jeńców z rosyjskiej niewoli. Była organizatorką licznych akcji, spotkań rodzin jeńców i więźniów politycznych z politykami, koordynowała światowe kampanie informacyjne w sprawie ich uwolnienia. Przyłożyła się do uwolnienia Nadiji Sawczenko, Ołeha Sencowa, Ołeksandra Kolczenki, Romana Suszczenki, Hennadija Afanasjewa i innych.
Po inwazji Rosji na Ukrainę 24 lutego 2022 Natalija ponownie stanęła na czele polskiego ruchu sprzeciwu wobec wojny i poparcia Ukrainy, została organizatorką antywojennych protestów w Warszawie.
W marcu 2022 Natalija zorganizowała blokadę rosyjskich i białoruskich ciężarówek, które wywoziły towary do Rosji, choć podlegały sankcjom nałożonym przez Unię Europejską. Aktywiści na czele z Panczenko blokowali białorusko-polską i polsko-niemiecką granicę, domagali się od UE zakazu wwożenia towarów do Rosji. 8 kwietnia 2022, w piątym pakiecie sankcji UE przeciwko Rosji, w punkcie trzecim UE zakazała transportu drogowego towarów na terytorium Unii Europejskiej, w tym tranzytu, przez przedsiębiorców transportu drogowego, którzy mają siedzibę w Rosji.
Na jednej z akcji przed niemieckim Bundestagiem Olafowi Scholzowi zostały przekazane buciki zamordowanego w Mariupolu dziecka wraz z listem, w treści którego znalazło się żądanie nałożenia embarga handlowego z Rosją i Białorusią.
Paczenko jest organizatorką akcji antywojennych i kampanii informacyjnych w Polsce i Europie, których celem jest uznanie Rosji za państwo terrorystyczne, wzmocnienie sankcji UE przeciwko Rosji, uwolnienie ukraińskich jeńców wojennych. Koordynuje zbiórkę pomocy humanitarnej dla Ukrainy, wspierała zbiórkę środków na Bayraktar od Polski dla SZU.
W 2022 była organizatorką marszu wdzięczności „Przyjaciele dziękujemy. Ukraińcy – Polakom”, w którym udział wzięło 20 tys. osób.

## Odznaczenia i wyróżnienia
W 2015 agencja informacyjno-analityczna „Global Ukraine News” uznała aktywistkę za jedną z 10 twarzy ukraińskiej diaspory.
W 2019 została laureatką Nagrody Wolontariackiej Ukrainy.
W 2022 otrzymała ShEO Awards, nagrodę tygodnika „Wprost”, w kategorii Aktywistka roku.
W 2024 została odznaczona Orderem „Za zasługi” III klasy.